# Babîne, Verhnii Rohaciîk
Babîne (în ucraineană Бабине) este un sat în comuna Ușkalka din raionul Verhnii Rohaciîk, regiunea Herson, Ucraina.

## Demografie
Componența lingvistică a localității Babîne
     Ucraineană (98,33%)
     Rusă (1,67%)
Conform recensământului din 2001, majoritatea populației localității Babîne era vorbitoare de ucraineană (98,33%), existând în minoritate și vorbitori de rusă (1,67%).